# St. Theodul (Davos)

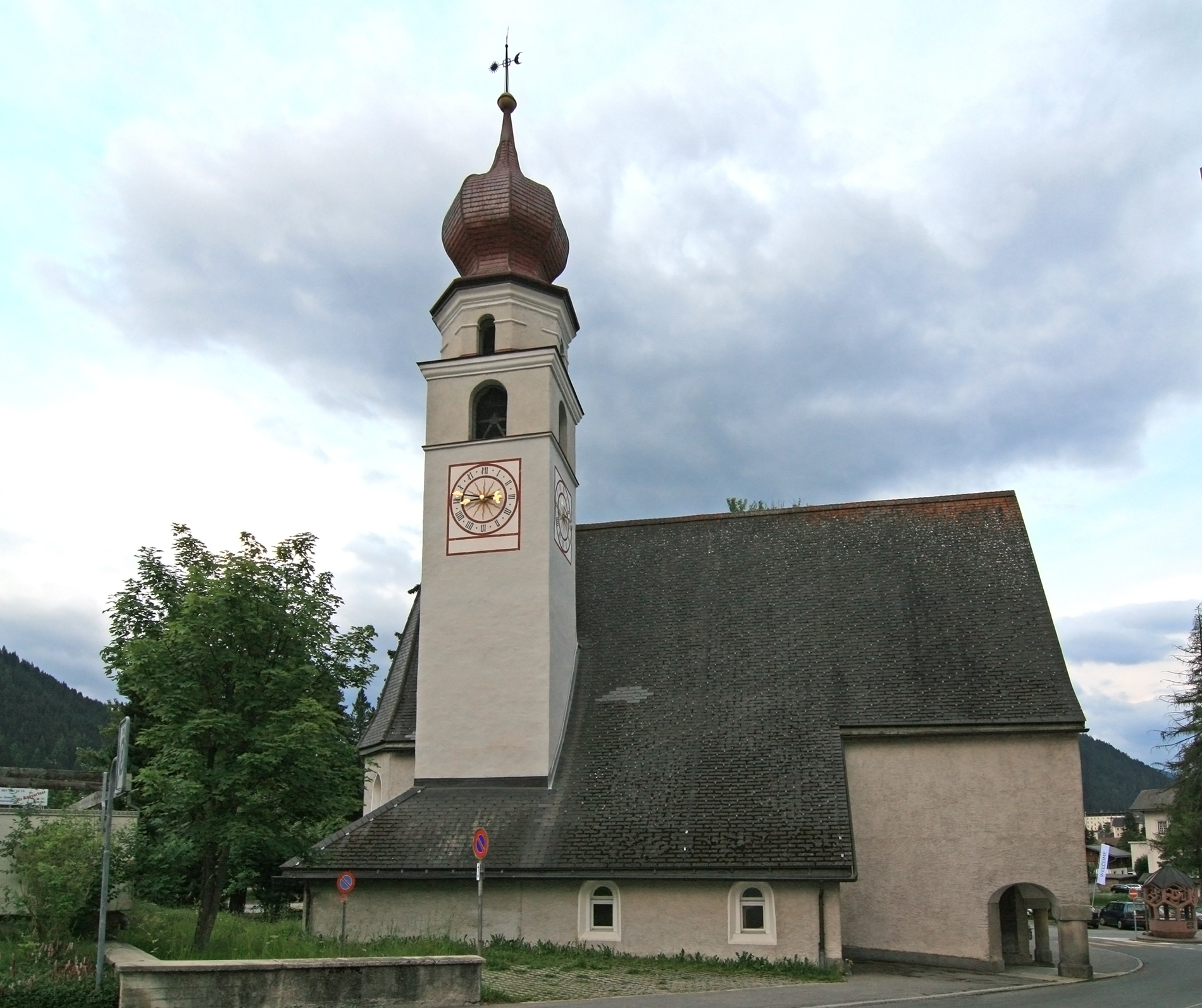
St. Theodul

St. Theodul in Davos im Ortsteil Davos Dorf ist ein ortsbildprägendes evangelisch-reformiertes Gotteshaus, das bei seiner vorreformatorischen Gründung unter das Patrozinium des Theodor von Sitten gestellt wurde.

## Geschichte und Ausstattung

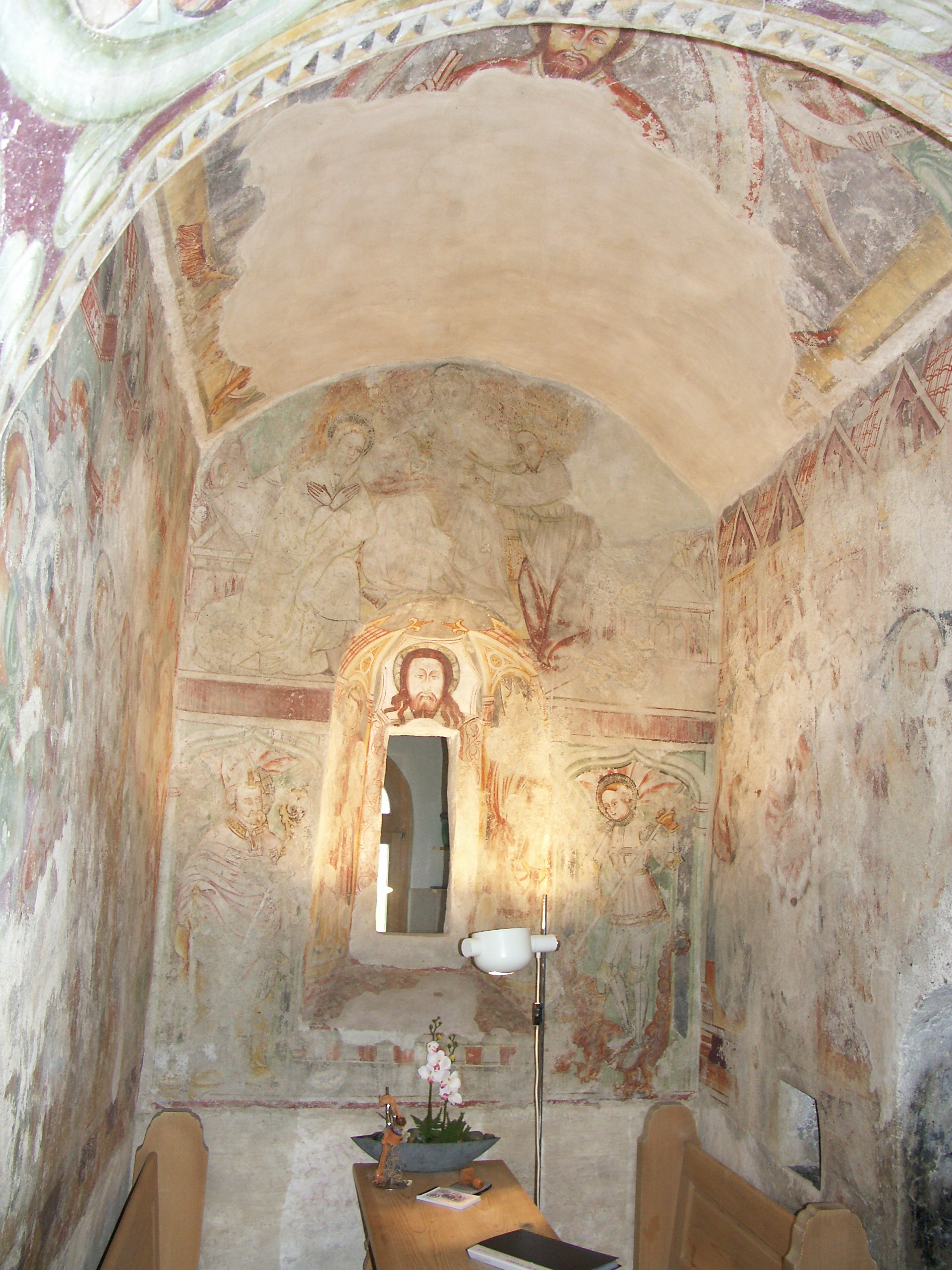
Freskenraum

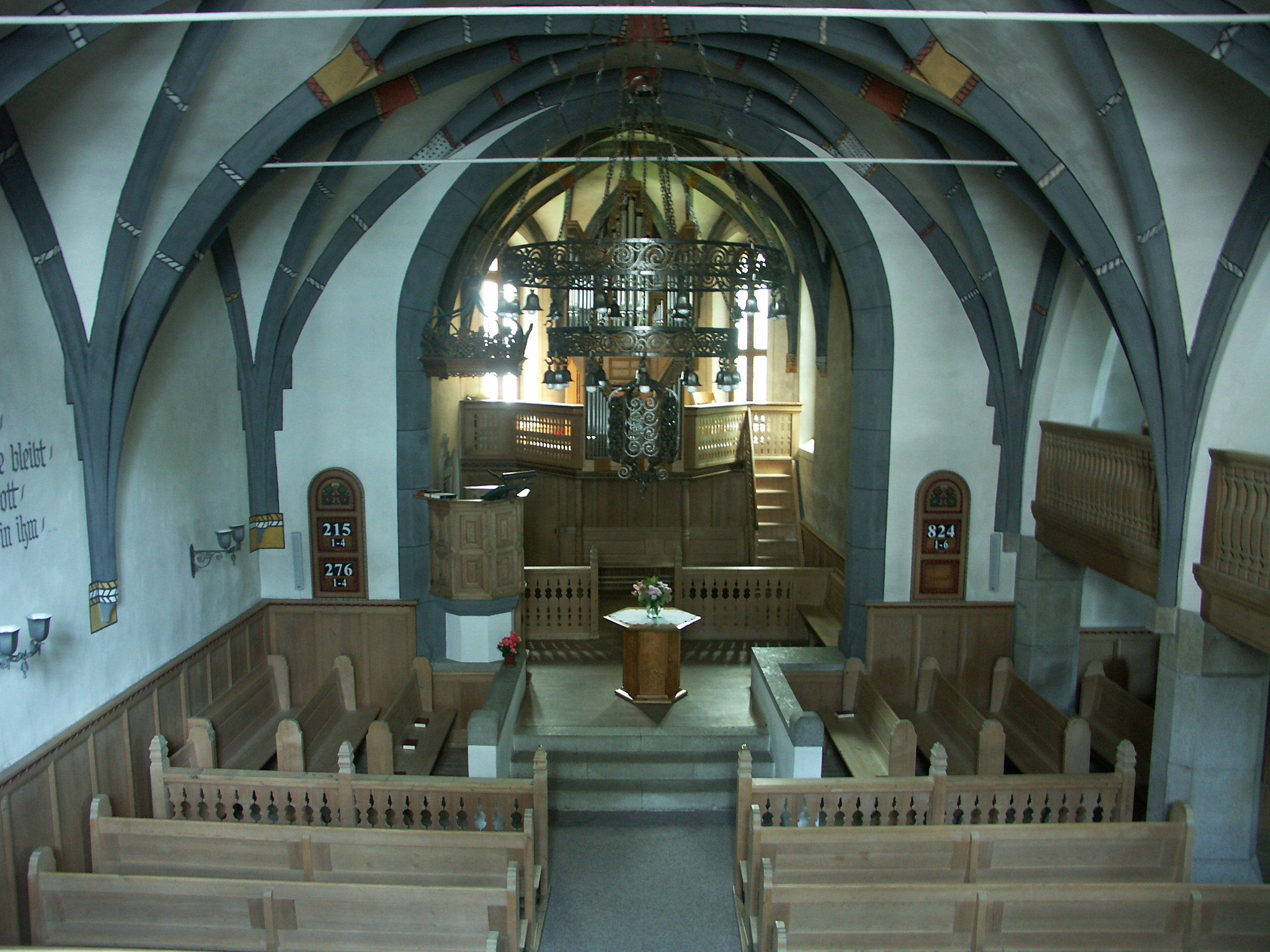
Kirchenschiff

Der älteste erhaltene Teil der Kirche ist ein Freskenraum, der auf das Jahr 1350 datiert wird und als Chorraum einer Kirche romanischen Stils gedient hat. Heute wird er als Sakristeiraum genutzt, der ausserhalb der Gottesdienste öffentlich zugänglich ist.
Das heutige Kirchenschiff stammt aus dem Jahr 1514, 1913 folgte ein Erweiterungsbau mit Durchbruch der Ostwand. 1961 erhielt die Kirchgemeinde von der politischen Fraktionsgemeinde den Turm geschenkt. 1970 erfolgte die Einweihung der neuen Orgel, gebaut von Orgelbau Kuhn, Männedorf. 1986/87 wurde die Kirche letztmals restauriert. Sie steht unter kantonalem Denkmalschutz.  

## Kirchliche Organisation
Die Kirche St. Theodul gehört in der Evangelisch-reformierten Landeskirche Graubünden zur Kirchgemeinde Davos Dorf.

## Varia
Jährlich wird in der Theodulkirche der Theodulpreis an Personen aus Davos vergeben, die sich in sozialen oder ökologischen Projekten engagiert haben. 